# Arraial Pride
Arraial Pride é uma festa aberta a todos e o primeiro evento público de grande visibilidade em Portugal pela defesa da igualdade de direitos para as pessoas lésbicas, gays, bissexuais, transgénero e intersexo (LGBTI), realizada em Lisboa.
O Arraial Pride é organizado pela Associação ILGA Portugal desde 1997. Consiste numa festa ao ar livre com actuações num palco, e tendas com diversos bares, restaurantes e associações LGBTI combinando assim o conceito de arraial com as comemoração do Orgulho LGBTI ou "pride", aliando o cariz de festa popular ao de festividade cosmopolita.
O seu local de eleição é o Terreiro do Paço. No entanto, e devido às obras no Terreiro do Paço, em 2009 o Arraial Pride decorreu no Jardim da Belém, no dia 27 de Junho. Foi organizado pelo Grupo de Trabalho do Arraial Pride, um grupo de pessoas voluntárias da ILGA Portugal constituído especificamente para este efeito, uma aposta organizativa que se revelou um sucesso.
A 13ª edição viu, assim, nascer uma série de eventos paralelos, todos integrados no Arraial Pride.
Dedicada ao tema “As Famílias que Somos”, apresentou várias novidades em relação aos anos anteriores, quer relativamente à duração do evento, quer às actividades, que decorreram em simultâneo para diferentes públicos, como o Arraialito (animação para os mais novos), a zona expo (venda e divulgação de produtos e serviços), a zona lounge com animação própria, a arena principal e os Queer Games, jogos competitivos com provas muito divertidas.

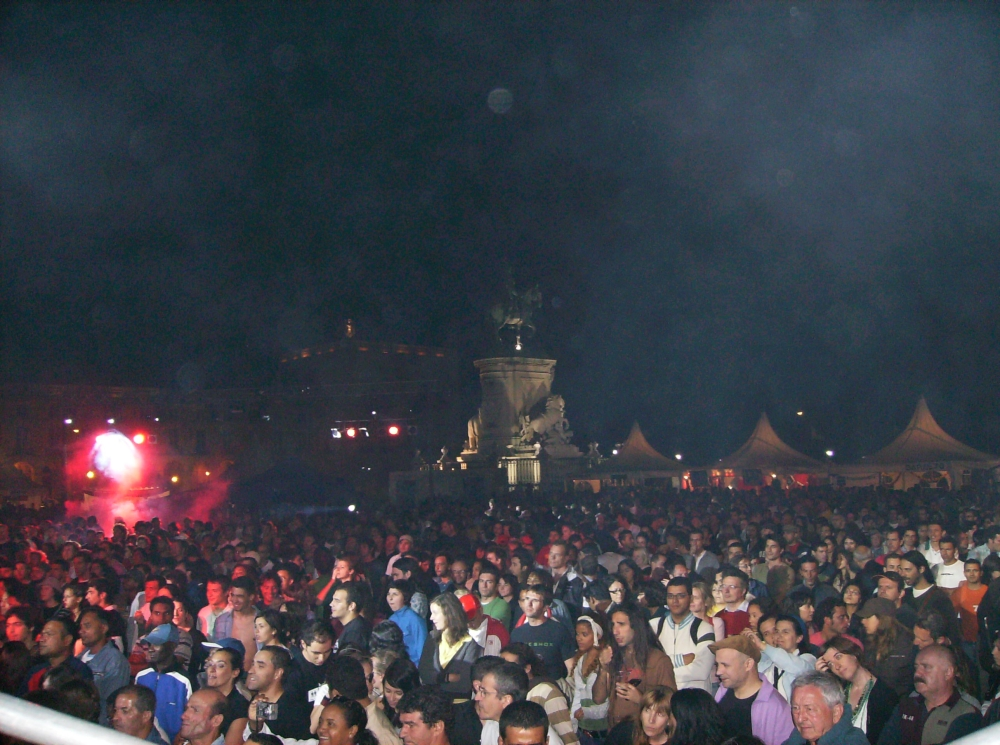
Aspecto parcial (vista de palco) do 11º Arraial Pride, no Terreiro do Paço.

A edição de 2009 do Arraial Pride assinalou os 25 anos decorridos sobre morte de António Variações, através da homenagem dos artistas ao ícone da comunidade LGBT. Foi também dedicado a quarenta anos de activismo LGBT, relembrando os acontecimentos de Stonewall.